# Отель «Колониаль»
«Отель „Колониаль“» (англ. Hotel Colonial) — итальяно-американский кинофильм, режиссёра Чинции Торрини.

## Сюжет
Американец Марко Веньери, эмигрировавший в своё время из Италии, приезжает в Колумбию забрать тело своего брата, которого местная пресса называла «известным итальянским террористом, который, по всей видимости, покончил с собой». Когда Марко прилетает в Боготу, то обнаруживает, что тело оказывается не его брата. Он начинает поиски и узнаёт, что его брат, «известный итальянский террорист», занимается наркотиками, а в свободное от работы время развлекается убийствами обезьян и индейцев.
Марко знакомится с сотрудницей итальянского посольства Ирен Коста, которая помогает ему выйти на след руководителя местной группировки итальянских террористов Роберто Карраско, который знает, где находится его брат.

## В ролях
- Джон Сэвидж — Марко Веньери
- Рэйчел Уорд — Ирен Коста
- Массимо Троизи — Вернер
- Роберт Дюваль — Роберто Карраско
- Анна Гальена — Франческа Веньери
- Клаудио Баэс — Андерсон